# Kriegstetten
Kriegstetten é uma comuna da Suíça, situada no distrito de Wasseramt, no cantão de Soleura. Tem 1,13 km² de área e sua população em 2018 foi estimada em 1.294 habitantes.